# Берестейський повіт (Велике князівство Литовське)
Берест́ейський пов́іт — адміністративно-територіальна одиниця у складі Підляського, пізніше Берестейського воєводства Великого князівства Литовського. Центр — місто Берестя.

## Історія
Утворений у 1513 році у складі Підляського воєводства. Згідно з адміністративно-територіальною реформою 1565—1566 років увійшов до складу Берестейського воєводства. Одночасно до його складу увійшла територія скасованих Кобринського і Кам'янецького повітів.
1616 року від Берестейського повіту Великого князівства Литовського до Мельницької землі Підляського воєводства Королівства Польського передані володіння Бокавичі, Вітулин, Городище, Константинів, Межиріччя, Полюбичі, Росош, Яблонь та інші.
У 1791 році, згідно з Конституцією Речі Посполитої, зі складу Брестського повіту виділили Кобринський повіт з центром у місті Кобринь.
Після третього поділу Речі Посполитої 1795 року значна частина повіту опинилася у складі Російської імперії, західна частина повіту — у складі Австрійської імперії.

## Географія

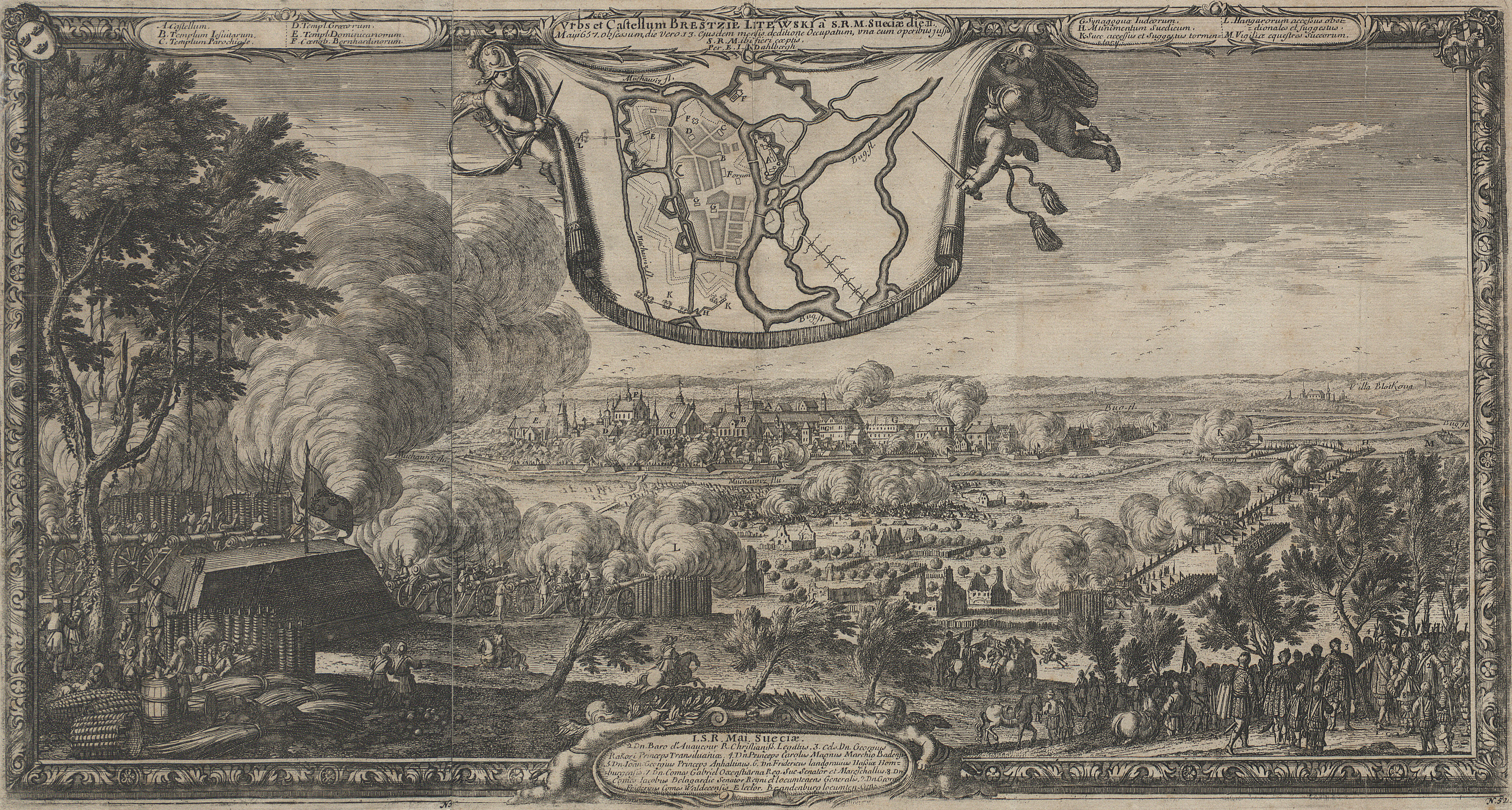
Облога Берестя, 1657

На півночі межував з Мельницькою землею Підляського воєводства (з 1569 року у складі Корони Польської) і Вовковиським повітом Новогрудського воєводства, на сході — із Слонімським повітом Новогрудського воєводства і Пінським повітом Берестейського воєводства, на півдні і заході — з Королівством Польським.
До складу Берестейського повіту входила територія Берестейського городового, Зелавського, Кам'янецького, Кобринського, Шерешовського староств (державних волостей) і прилеглі приватні маєтки.
Найзначніші міста і містечка: Біла, Береза-Картузька, Вишниці, Вовчин, Високе, Ганна, Городище, Дивин, Кам'янець, Кобринь, Кодень, Докудів, Межиріччя, Пружани, Піщаць, Рожанка, Славатичі, Володава, Чернавчиці, Шерешово, Янів Підляський. Також на території повіту знаходилися міста і містечка Антопіль, Городець, Домачеве, Малеч, Милейчиці, Селець.
Магдебурзькі права отримали Біла (1.06.1621), Берестя (15.08.1390), Високе (1494), Городець (10.12.1589), Дивин (1642), Кам'янець (26.06.1503), Кобринь (10.12.1589), Кодень (1511), Малеч (6.06.1645), Межиріччя (XV ст.), Милейчиці (1516), Пружани (6.05.1589), Піщаць (1530), Славатичі (1577), Володава (1534), Чернавчиці (1718), Шерешово (1726).

## Населення

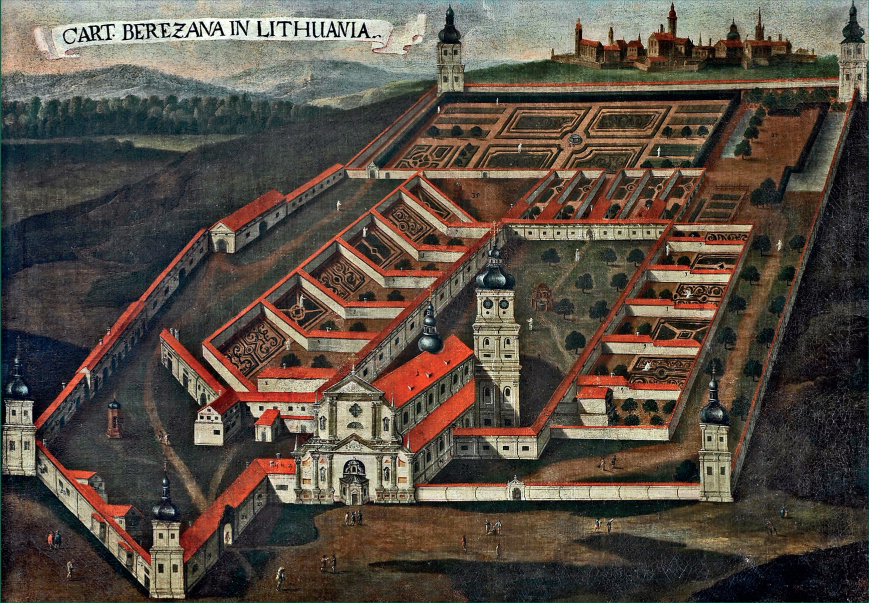
Кляштор у Березі-Картузькій

У середині XVII століття в повіті налічувалося 40 455 димів. За сучасними підрахунками, до московсько-польської війни (1654—1667) кількість населення становила близько 283 тис. осіб, після війни вона скоротилася до 147 тис. осіб.
Станом на 1775 рік у повіті налічувалося 32 554 дими.

## Самоврядування
Повітовий сеймик проходив у Бересті, там ж були підкоморський, земський, гродські суди. Берестейська шляхта обирала двох послів до Сейму і двох депутатів до Головного трибуналу.

## Символіка
Повітова хоругва була блакитного кольору із зображенням «Погоні» на червоному полі.
Міські герби отримали Біла, Берестя, Високе, Городець, Кам'янець, Кобринь, Кодень, Малеч, Милейчиці, Піщаць, Пружани, Славатичі, Шерешово, Янів Підляський.